# Массоляны
Массоляны (бел. Масаляны) — агрогородок в Берестовицком районе Гродненской области Белоруссии, в составе Олекшицкого сельсовета. Население 570 человек (2009).

## География
Массоляны находятся в 5 км к северо-востоку от центра сельсовета, агрогородка Олекшицы и в 17 км к северу от райцентра, посёлка Большая Берестовица. Через деревню протекает река Веретейка (be:Рака Верацёйка), приток Свислочи. Деревня соединена местными дорогами с Олекшицами и Большими Эйсмонтами.

## История

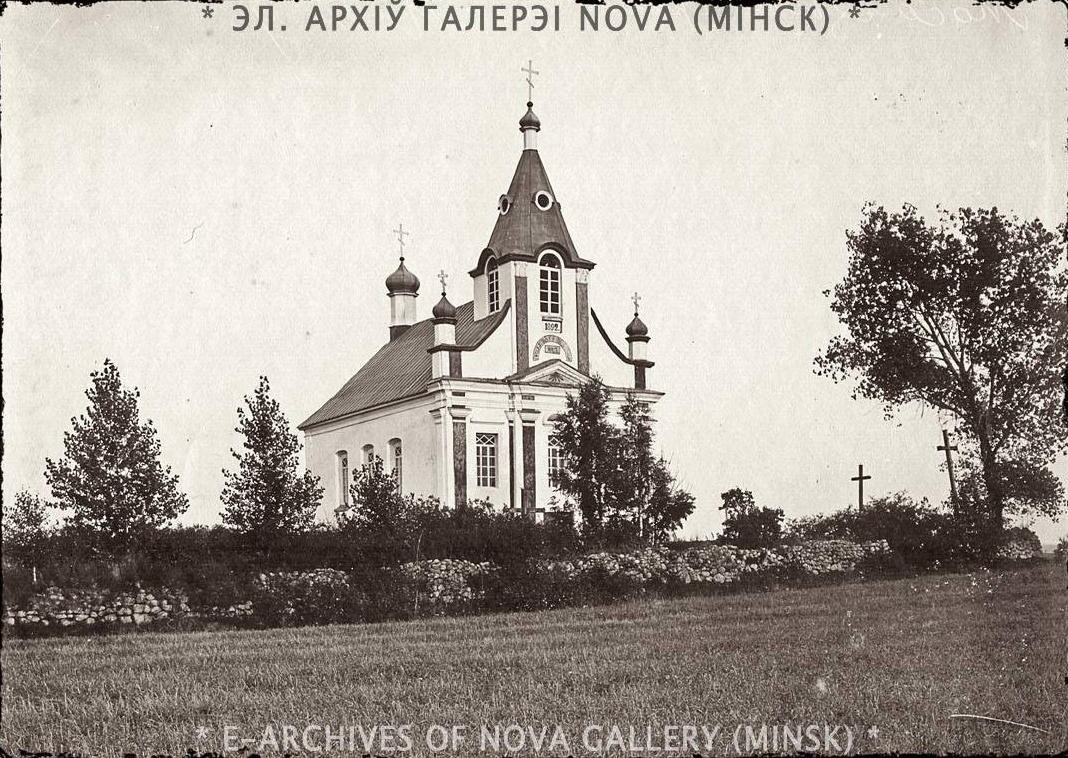
Церковь на фото 1900 года

В результате третьего раздела Речи Посполитой (1795) Массоляны оказались в составе Российской империи, в Гродненском уезде. Около 1796 года была возведена православная церковь Рождества Богородицы.
В XIX веке имение принадлежало роду Биспингов, которые в 1830-х годах выстроили здесь усадьбу (be:Сядзіба Біспінгаў, Масаляны).
По Рижскому мирному договору (1921 года) Массоляны попали в состав межвоенной Польской Республики, принадлежали Волковысскому повету Белостокского воеводства.
В 1939 году Массоляны вошла в состав БССР. В советское время усадьба Биспингов почти полностью потеряла исторический облик, усадебный дом был перестроен так, что исторический облик сохранил лишь один флигель.

## Достопримечательности

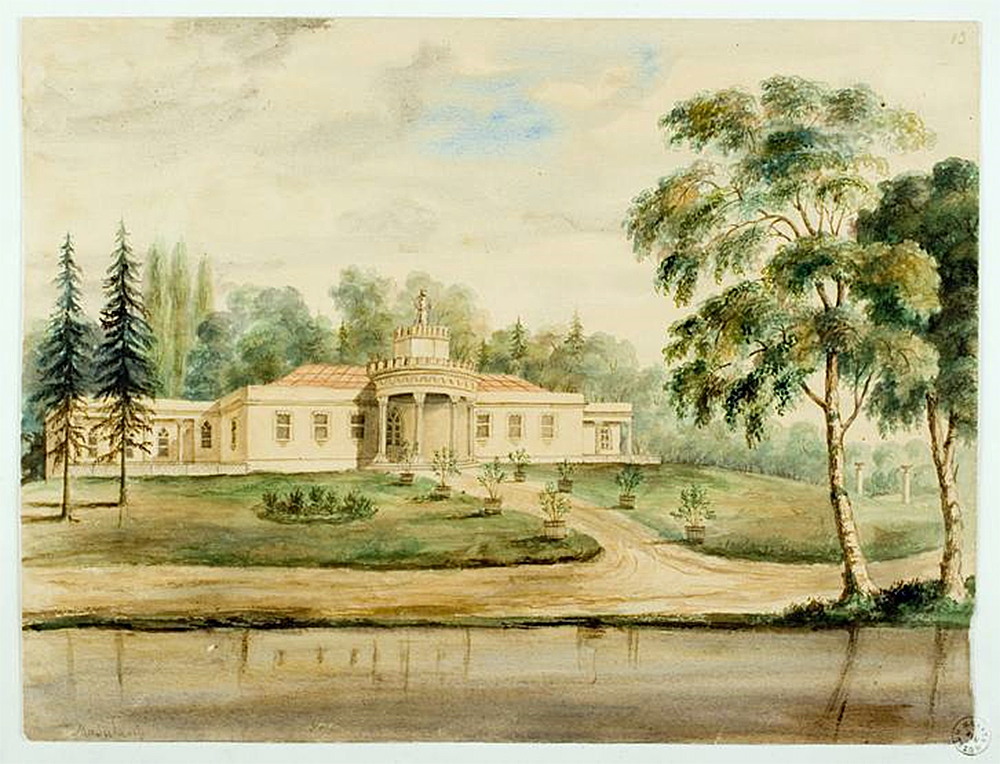
Усадьба Биспингов на картине Н. Орды

- Православная церковь Рождества Богородицы, 1796 год.
- Усадьба Биспингов.
  - Боковое крыло бывшего усадебного дома.
  - Хозяйственные постройки бывшей усадьбы.
  - Фрагменты парка
- Католическая часовня, 1855 год.